# Walter Boller
Walter Stefan Boller (ur. 20 maja 1951 w Küssabergu) – niemiecki lekkoatleta reprezentujący Republikę Federalną Niemiec, specjalista skoku wzwyż, brązowy medalista halowych mistrzostw Europy z 1976.
Zajął 8. miejsce w skoku wzwyż na halowych mistrzostwach Europy w 1974 w Göteborgu. Na mistrzostwach Europy w 1974 w Rzymie odpadł w kwalifikacjach tej konkurencji.
Zdobył brązowy medal w skoku wzwyż na halowych mistrzostwach Europy w 1976 w Monachium, przegrywając jedynie z Serhijerm Seniukowem ze Związku Radzieckiego i Jacquesem Alettim z Francji. Na igrzyskach olimpijskich w 1976 w Montrealu odpadł w kwalifikacjach.
Był mistrzem RFN w skoku wzwyż w latach 1974–1976 oraz wicemistrzem w 1973. Był również halowym mistrzem w latach 1974–1976.
Jego rekord życiowy wynosił 2,21 m (ustanowiony 29 maja 1976 w Monachium).
Przez pewien czas (od 1977) był mężem niemieckiej sprinterki Annegret Kroniger.